# 侯丽节
侯丽节，也叫落红节、灑紅節、歡悅節、五彩節、胡里節、荷麗節、好利節、霍利節，是印度人和印度教徒的重要节日，其地位僅次於排燈節，也是印度傳統春節（新印度曆新年於春分日），傳統上定於每年印度教曆的12月（Phalguna）的月圓日。在印度、尼泊尔等地都是重要节日，特別是對年輕人而言。

## 由来及意义

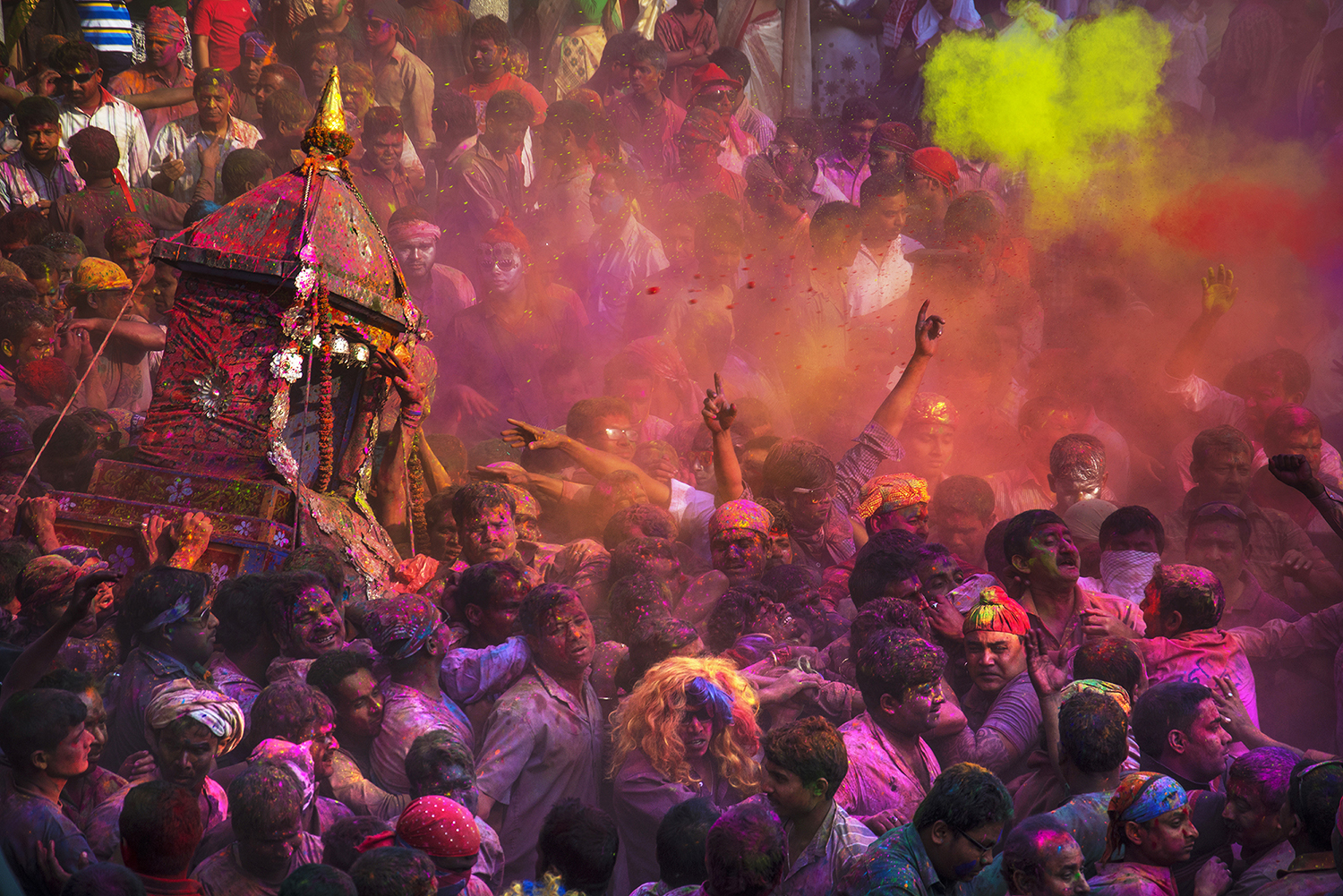
印度東北部阿薩姆邦巴爾佩塔慶祝侯麗節的景象

傳說從前有一個国王金床因为修习苦行得到金刚不坏之身，便心生骄傲，要臣民只崇拜他，不允許人民信奉大神毗濕奴。他的兒子钵罗诃罗陀卻堅持敬奉大神。金床尝试改变儿子的想法，但多次失败后，決心杀死儿子，于是他指使自己的妹妹、女妖侯丽卡燒死王子。侯丽卡诱骗钵罗诃罗陀和自己同坐火中，而侯丽卡有一件避火斗篷。在火中，避火斗篷突然飞起，罩在钵罗诃罗陀身上，侯丽卡被当场烧死，化作灰燼。這是大神毗濕奴保佑的結果，人們便將七種顏色的水潑向王子以示慶賀。毗濕奴则现身，处死金床。
捉弄人和盡情歡樂是灑紅節的精神所在，通常較低種姓的人將粉和顏料灑向高種姓的人，暫時忘記階級的差異。灑紅節的第二天，人們便用水和各種顏料互相潑撒、塗抹。夜晚，人們把用草和紙紮的侯麗卡像拋入火堆中燒燬。印度人在灑紅節期間還要喝一種稱為Bhang的乳白色大麻飲料，據說可保來年平安健康。在尼泊爾，慶典的開始是豎竹竿儀式。節日為期一周，人們互相拋灑紅粉，投擲水球。第八天時，人們將竹竿燒掉，節日結束。在節日期間，大家互相投擲彩色粉末和有顏色的水，以示慶祝春天的到來。

## 模仿侯丽节的活动
近年世界各地不少地區模仿灑紅節慶典的形式，以色彩節（Festival of colour）在世界各地舉行慶祝活動，如美國鹽湖城、洛杉磯、澳洲雪梨、柏斯、墨爾本、俄羅斯莫斯科、聖彼德堡、土耳其伊斯坦堡、越南河內等地，以宣揚愛與平等。

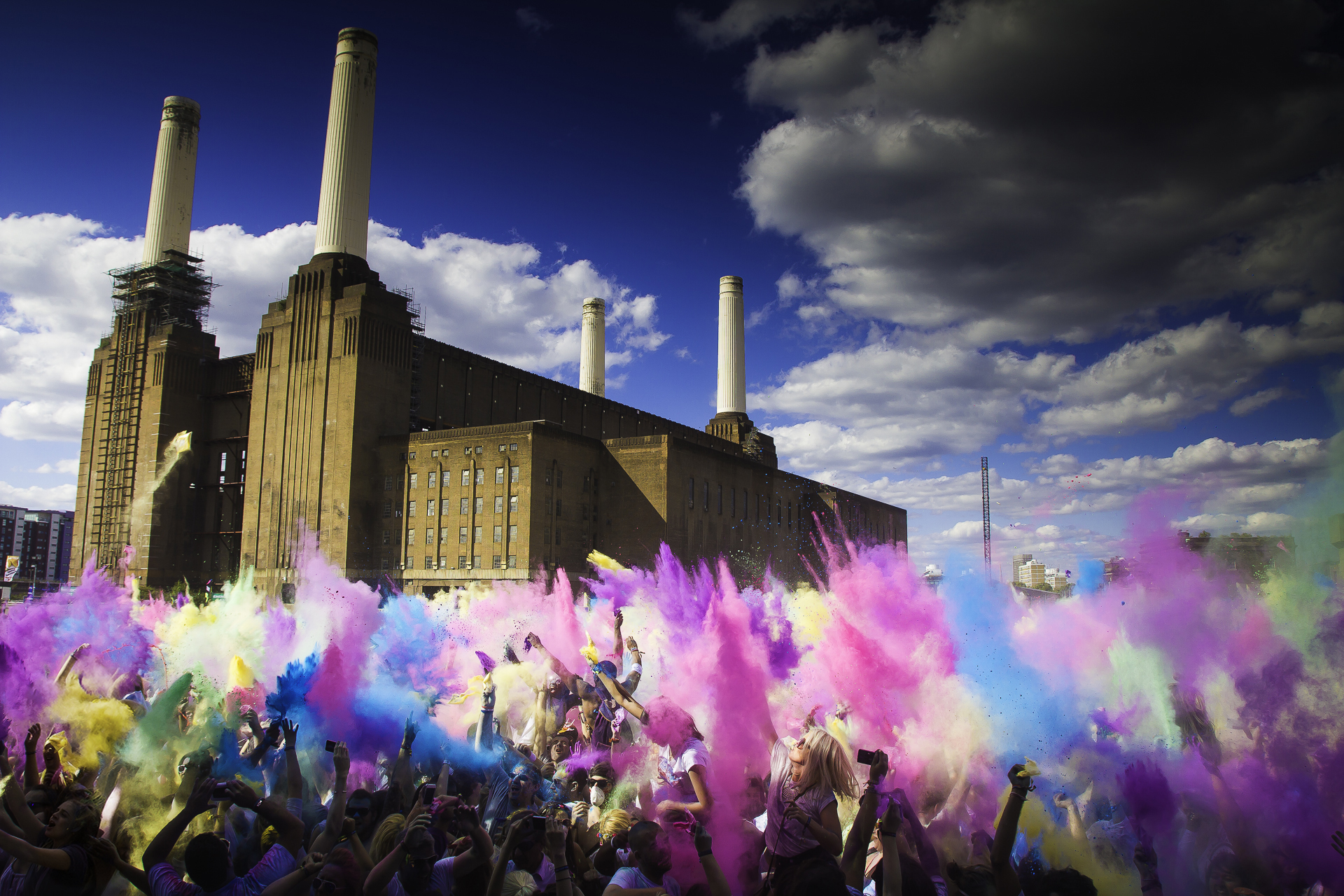
在英國倫敦巴特西发电站附近的活動
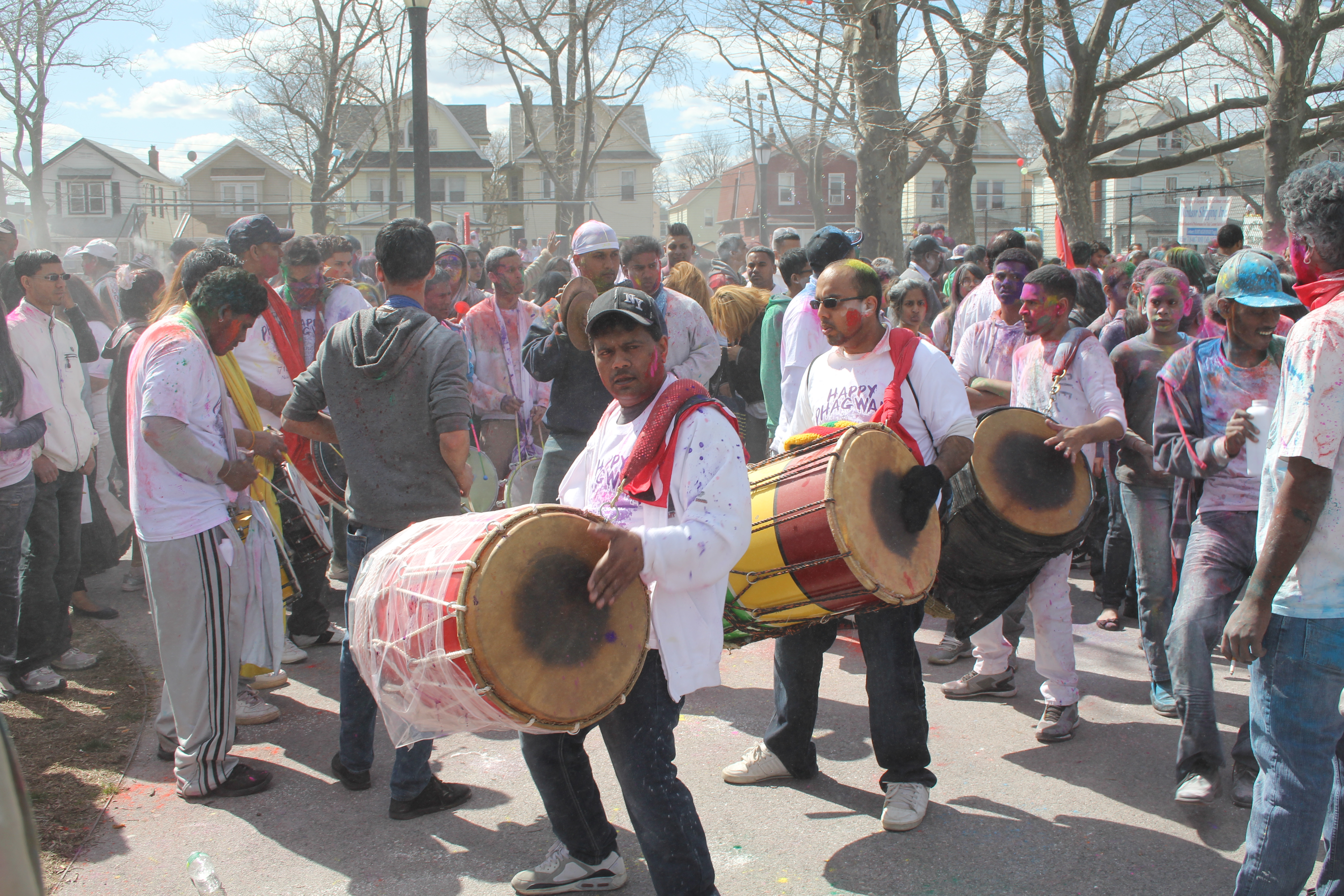
2013年紐約市候麗節期間的鼓手
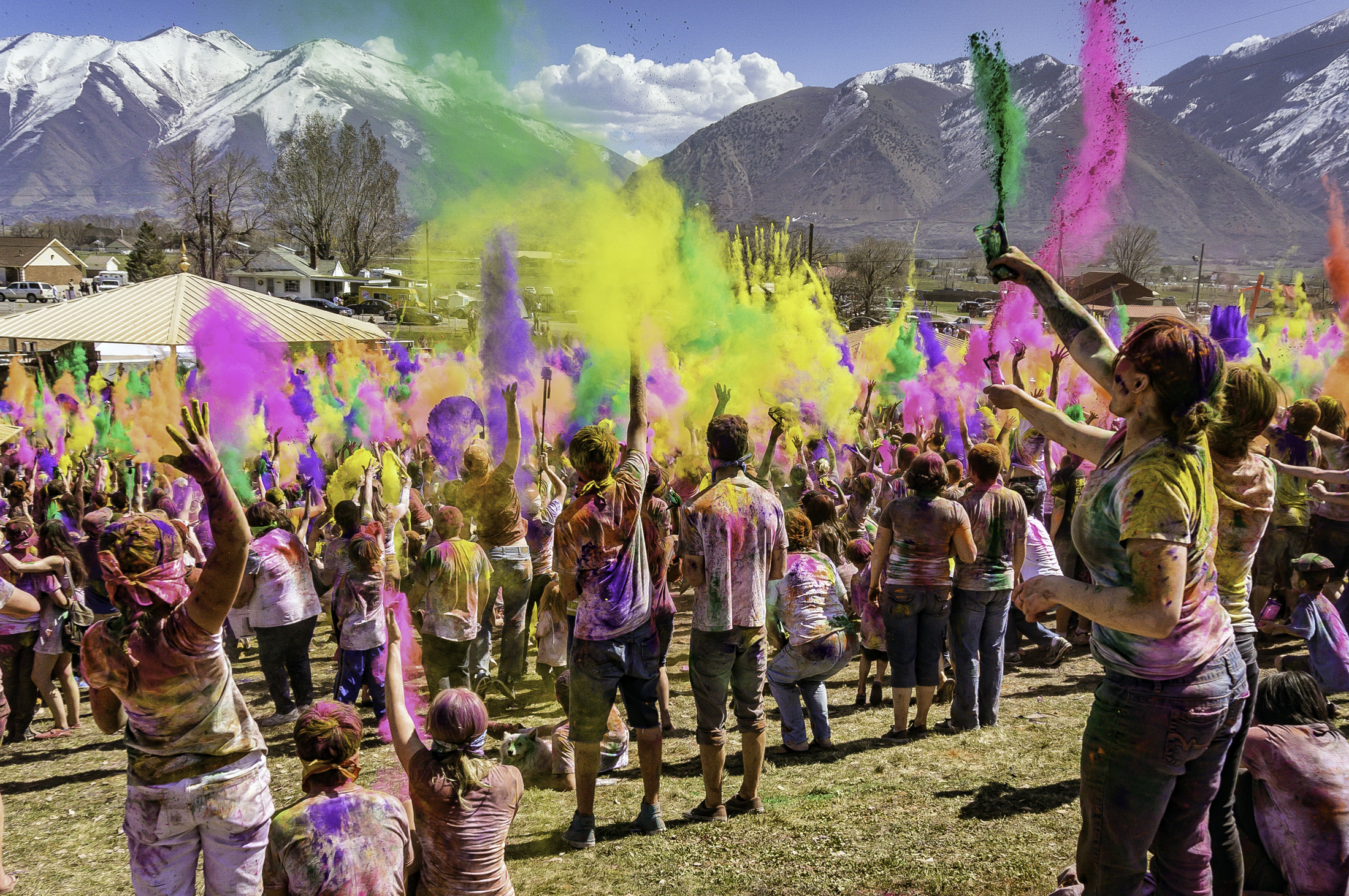
在美國猶他州的興祝活動